# خورخي إدواردو بيدرو جونيور
خورخي إدواردو بيدرو جونيور هو لاعب كرة قدم برازيلي في مركز الهجوم، ولد في 8 سبتمبر 1994 في ساو باولو في البرازيل. لعب مع غراميو اساسكو اوداكس اسبورت كلوب ونادي سانتوس.

## وصلات خارجية
- خورخي إدواردو بيدرو جونيور على موقع قاعدة بيانات كرة القدم.إي يو (الإنجليزية)
- خورخي إدواردو بيدرو جونيور على موقع Soccerway.com (الإنجليزية)